# 우돈타니
우돈타니(태국어: อุดรธานี)는 태국 북동부 이산의 도시이자 우돈타니 주의 주도이다. 인구는 2008년 기준으로 143,801명이다. 방콕에서 약 560km 떨어져 있다. 또한 우돈타니는 이산 북부의 주요 상업 중심지이자 베트남 북부, 중국 남부, 라오스로 가는 관문이다.

## 역사
우돈타니에서 동쪽으로 47km 떨어진 곳에는 유네스코 세계문화유산으로 지정된 태국의 주요 청동기 시대 유적인 반치앙이 있다. 기원전 2100년에서 기원후 200년 사이의 선사시대 유적지로, 1967년 발굴되어, 1992년 유네스코 세계유산으로 지정되었다.
1900년대, 베트남 전쟁 시절 약 46,700명의 베트남인 난민들이 우돈타니로 이주해 왔다. 그들의 자손이 아직도 우돈타니에 거주하면서 베트남인과 교류하는 중개자가 되었다. 그래서 오늘 날 우돈타니가 태국에서 베트남인과 공동체 조직을 크게 가지게 된 것이다.
베트남 전쟁 때 우돈타니 국제공항은 우돈타이 왕립 공군기지이자 미국 공군 최전선 기지로 각각 활용된 적이 있었다.
우돈타니는 미국의 중앙정보국의 장관이 총괄하던 미국의 소리의 중계점의 부지가 되기도 했다.

## 지리
우돈타니는 방콕에서 560km 떨어진 곳에 위치한다. 우돈타니에는 많은 비즈니스와 영업 센터가 이산 지방의 북부에 있으며, 또한 이 주도에서 연결된 도로로 라오스, 베트남 북부, 중국 남부의 각 방면으로 연결된다. 철도는 우돈타니 역에서 우돈타니 국제공항을 잇는 태국 국영 철도 등이 있다.

## 기후
우돈타니에는 사바나 기후에 속한다. 겨울은 건조한 공기가 지나간다. 4월에는 평균 36.3°C로 연중에 가장 높은 온도이다. 계절풍(몬순)이 4월 말부터 10월초까지 접근 해 온다. 비는 9월에 많이 내리고, 반대로 1월에는 그다지 내리지 않는다. 밤에는 따뜻한 날도 있다. 2.5°C에서 43.9°C까지 관측된 해도 있었다.
| 우돈타니의 기후          | 우돈타니의 기후 | 우돈타니의 기후 | 우돈타니의 기후 | 우돈타니의 기후 | 우돈타니의 기후 | 우돈타니의 기후 | 우돈타니의 기후 | 우돈타니의 기후 | 우돈타니의 기후 | 우돈타니의 기후 | 우돈타니의 기후 | 우돈타니의 기후 | 우돈타니의 기후 |
| 월                       | 1월             | 2월             | 3월             | 4월             | 5월             | 6월             | 7월             | 8월             | 9월             | 10월            | 11월            | 12월            | 연간            |
| ------------------------ | --------------- | --------------- | --------------- | --------------- | --------------- | --------------- | --------------- | --------------- | --------------- | --------------- | --------------- | --------------- | --------------- |
| 역대 최고 기온 °C (°F)   | 36.4 (97.5)     | 38.3 (100.9)    | 41.0 (105.8)    | 41.8 (107.2)    | 40.9 (105.6)    | 39.6 (103.3)    | 37.2 (99.0)     | 36.2 (97.2)     | 35.5 (95.9)     | 35.8 (96.4)     | 34.9 (94.8)     | 34.8 (94.6)     | 41.8 (107.2)    |
| 일평균 최고 기온 °C (°F) | 29.2 (84.6)     | 31.6 (88.9)     | 34.2 (93.6)     | 35.4 (95.7)     | 33.7 (92.7)     | 32.5 (90.5)     | 32.2 (90.0)     | 31.5 (88.7)     | 31.3 (88.3)     | 31.1 (88.0)     | 30.1 (86.2)     | 28.7 (83.7)     | 31.8 (89.2)     |
| 일일 평균 기온 °C (°F)   | 22.2 (72.0)     | 24.7 (76.5)     | 27.6 (81.7)     | 29.3 (84.7)     | 28.5 (83.3)     | 28.2 (82.8)     | 27.9 (82.2)     | 27.5 (81.5)     | 27.2 (81.0)     | 26.7 (80.1)     | 24.6 (76.3)     | 22.1 (71.8)     | 26.4 (79.5)     |
| 일평균 최저 기온 °C (°F) | 15.8 (60.4)     | 18.6 (65.5)     | 21.7 (71.1)     | 24.1 (75.4)     | 24.7 (76.5)     | 25.0 (77.0)     | 24.7 (76.5)     | 24.5 (76.1)     | 24.1 (75.4)     | 22.9 (73.2)     | 19.8 (67.6)     | 16.2 (61.2)     | 21.8 (71.3)     |
| 역대 최저 기온 °C (°F)   | 4.5 (40.1)      | 9.4 (48.9)      | 10.0 (50.0)     | 16.0 (60.8)     | 18.8 (65.8)     | 21.5 (70.7)     | 20.4 (68.7)     | 21.0 (69.8)     | 20.5 (68.9)     | 16.4 (61.5)     | 8.4 (47.1)      | 6.2 (43.2)      | 4.5 (40.1)      |
| 평균 강수량 mm (인치)    | 6 (0.2)         | 19 (0.7)        | 36 (1.4)        | 83 (3.3)        | 220 (8.7)       | 231 (9.1)       | 222 (8.7)       | 276 (10.9)      | 254 (10.0)      | 84 (3.3)        | 9 (0.4)         | 3 (0.1)         | 1,443 (56.8)    |
| 평균 강수일수 (≥ 1.0 mm) | 1               | 2               | 3               | 6               | 14              | 15              | 15              | 17              | 15              | 7               | 1               | 0               | 96              |
| 출처: NOAA (1961-1990)   |                 |                 |                 |                 |                 |                 |                 |                 |                 |                 |                 |                 |                 |

## 문화
우돈타니에는 3개의 테스코, 2개의 Big C, 매크로 사가 운영하는 1개의 쇼핑몰이 있다. 그 외에도 3개의 대형 쇼핑몰도 존재하고 그 안에서 센트럴 플라자 우돈타니가 동북 위치에 있으며, 그곳에서는 영화관인 메이저 시네플렉스와 255개의 객실을 갖춘 호텔 등이 있다. 랜드마크인 센트랄 플라자 우돈타니에는 두 번째로 큰 극장인 SF 시네마 시티 등이 있다. UD 타운은 2009년의 겨울에 개관되었고, 그 몰 내에 38,000m2에 달하는 면적을 가진 공원도 존재한다.

### 축제
- 송크란 축제: 매년 4월 10일부터 4월 16일까지
- 로이끄라통: 매년 11월 12일 저녁
- 우돈타니 창립일: 매년 1월 18일

### 교육
- 우돈타니 라자밧 대학교 (국립)
- 랏차타니 대학교 (사립)

### 보건
- 우돈타니 센터 병원 (주립)

## 교통

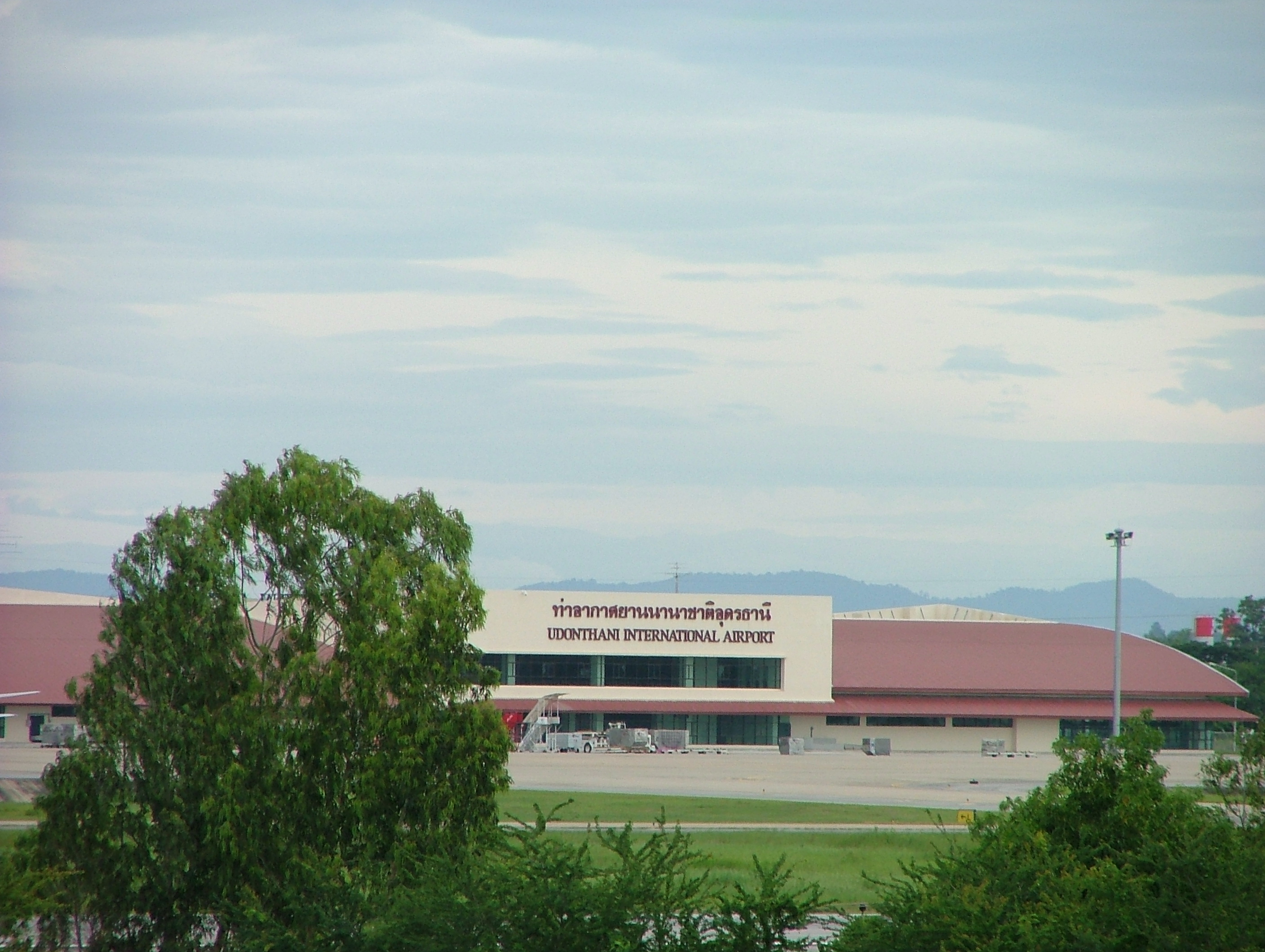
우돈타니 국제공항

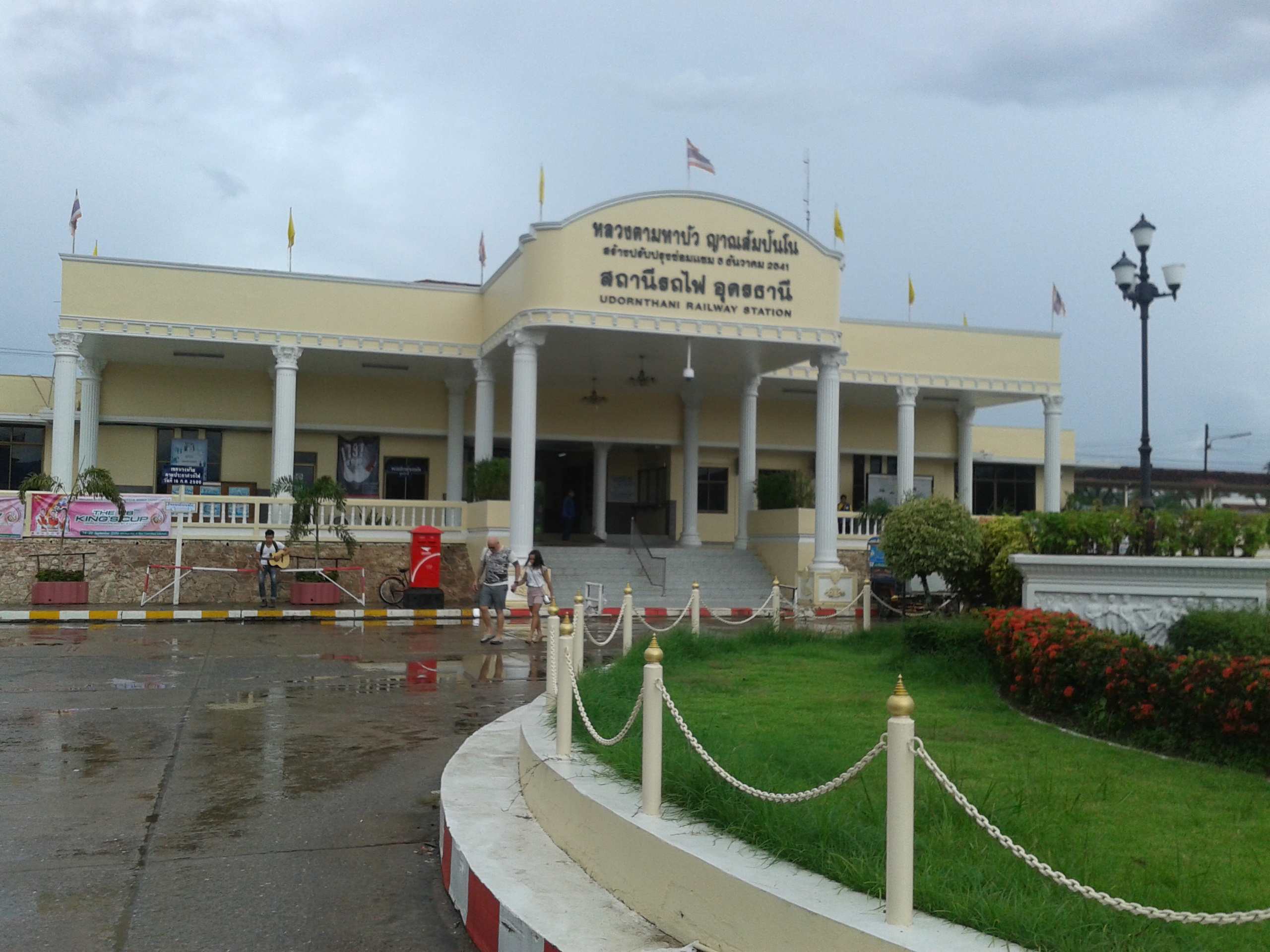
우돈타니 기차역

우돈타니는 항공, 철도, 버스 등의 차량으로 연결이 되고 있다.

### 항공
- 우돈타니 국제공항
- 타이항공과 푸켓 항공이 매일 항공편으로 연결한다.

### 버스
- 우돈타니에서 다른 지방도시로 이동하는 버스 노선으로는 농까이, 로에이, 콘캔, 사콘나콘, 나콘 파놈, 우본 랏차타니 등이 있다. 우본타니터미널에서 40분 간격으로 출발
- 방콕 북부터미널에서 매일 버스가 출발한다.
- 1번 고속도로를 타고 사라부리까지 간 후 2번 고속도로를 타고 나콘랏차시마, 콘캔을 경유하여 우돈타니까지 간다.

### 기차
- 방콕 후아람퐁 역에서 우돈타니 역까지 매일 출발한다.

## 같이 보기
- 우돈타니 주
- 우돈타니 라자밧 대학교